# Moscheea Veche din Edirne
Moscheea Veche din Edirne (în limba turcă: Eski Camii) este o moschee din orașul Edirne, Turcia. Situată în centrul istoric al orașului, aceasta este una dintre cele mai importante atracții turistice alături de Moscheea Selimiye și de Moscheea Üç Șerefeli.

## Istorie și arhitectură
Construcția moscheii a început în anul 1402, din ordinul prințului Suleyman, fiul sultanului Baiazid I. Cu toate acestea, moscheea a fost finalizată după moartea lui Suleyman de către fratele acestuia, sultanul Mehmed I, în anul 1414. Din punct de vedere arhitectural, edificiul se încadrează perioadei de început a artei otomane, cu puternice influențe selgiucide. Acoperișul este constituit din 9 domuri susținute de 4 coloane monumentale. Inițial, moscheea a avut un singur minaret, dar sultanul Murad al II-lea i-a adăugat un al doilea minaret mai înalt, cu două balcoane, în dreapta intrării. O caracteristica specifică a acestui locaș este prezența caligrafiilor imense de la intrare în limba arabă cu numele lui Allah și Mohamed.

## Fotogalerie

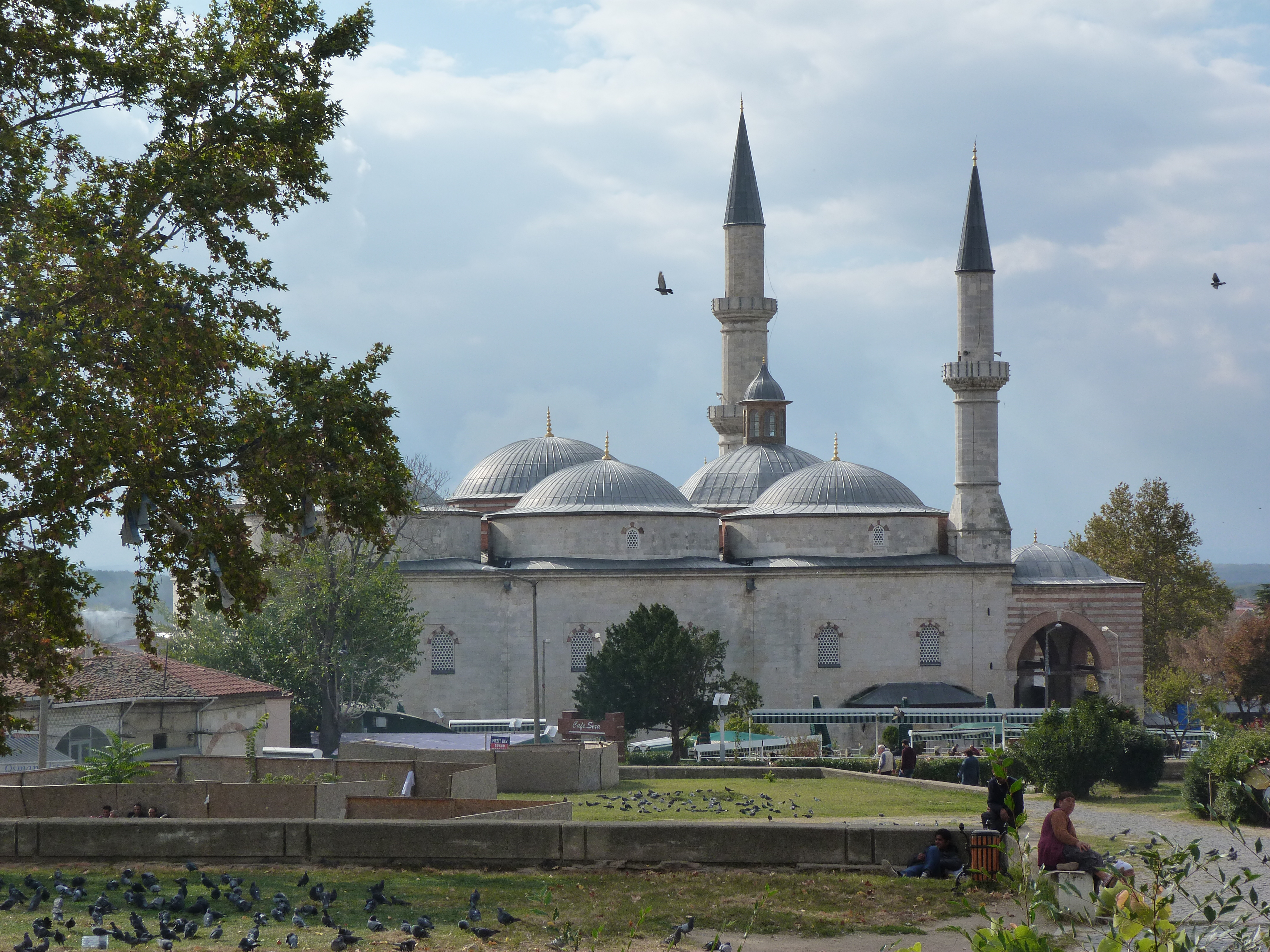
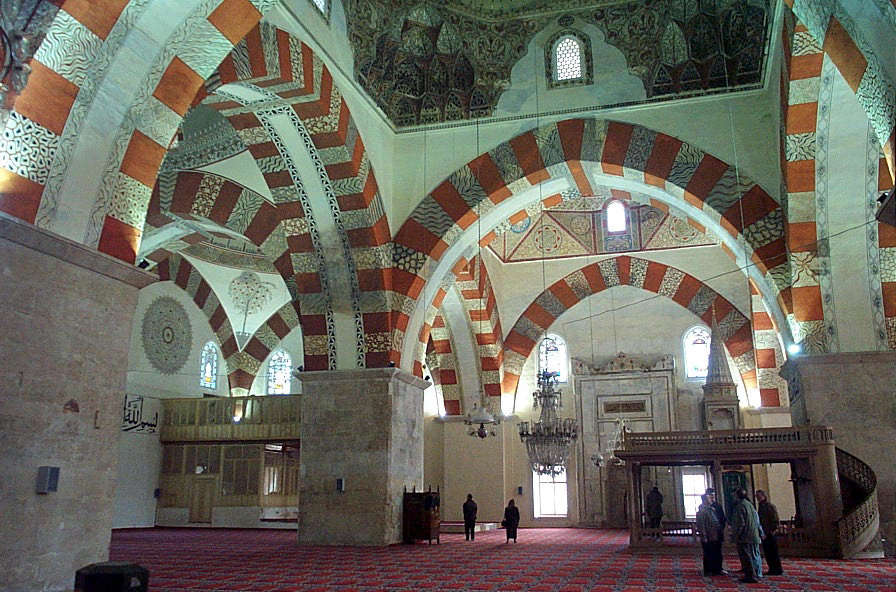
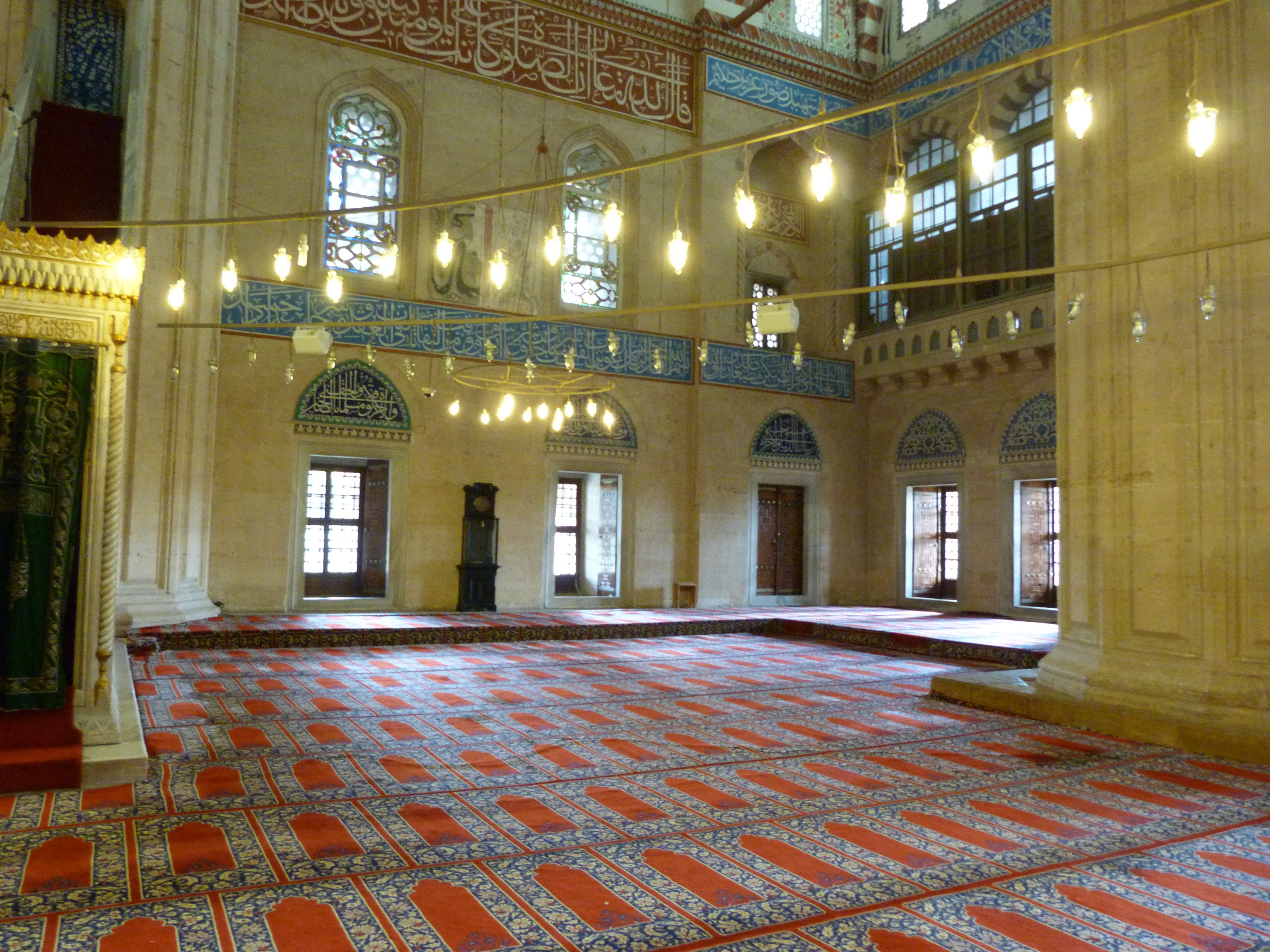
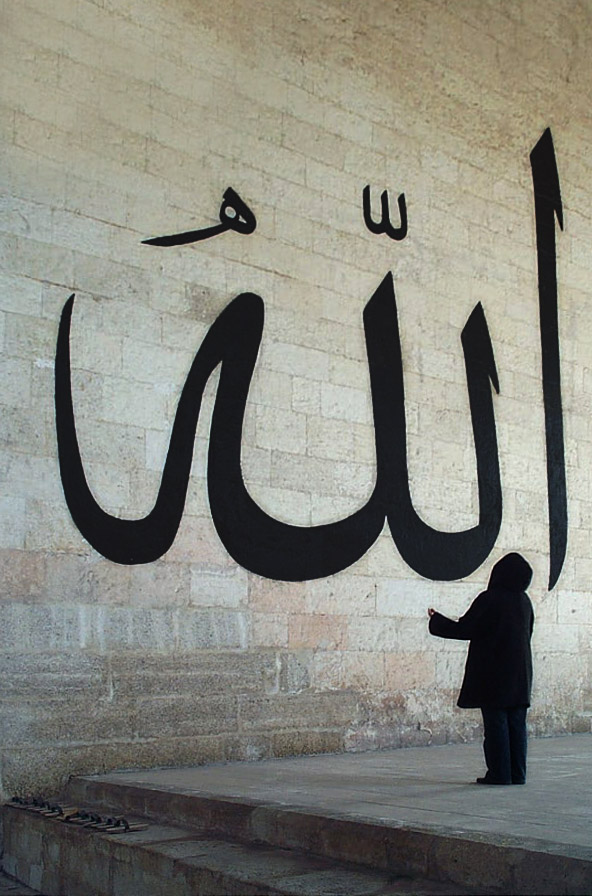
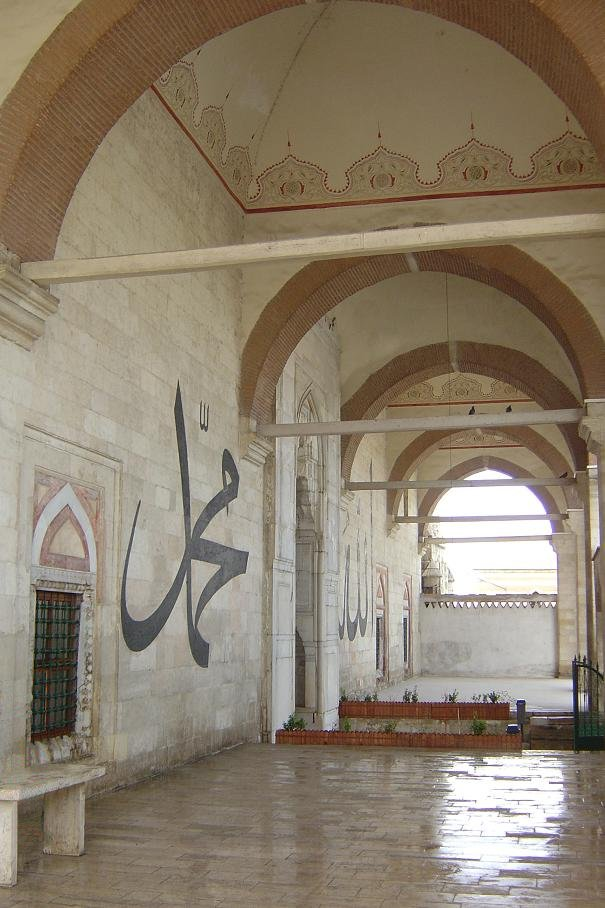